# Pont-du-Navoy
Pont-du-Navoy – miejscowość i gmina we Francji, w regionie Burgundia-Franche-Comté, w departamencie Jura.
Według danych na rok 1990 gminę zamieszkiwało 230 osób, a gęstość zaludnienia wynosiła 24 osoby/km² (wśród 1786 gmin Franche-Comté Pont-du-Navoy plasuje się na 517. miejscu pod względem liczby ludności, natomiast pod względem powierzchni na miejscu 462.).